# Miss Sucre
El Miss Sucre es un concurso de belleza cuya finalidad es escoger y preparar la representante de este estado del país al Miss Venezuela; además para la participación de sus candidatas a nivel Internacional.
La Organización Miss Sucre, escoge cada Año a su representante, con mucha dedicación, de manera de poder resaltar la hermosura de sus Mises Sucrenses, además de resaltar la hermosura de su gente luchadora y persistente.
Cabe mencionar que en varias ediciones del concurso, la Organización Miss Venezuela permitió que una candidata representara de manera independiente una parte de la entidad Sucrense; portando la Banda de Miss Península de Araya. Acotando además que actualmente esta banda está ausente del concurso desde hace varias ediciones.

## Miss Sucre en el Miss Venezuela
La siguiente lista muestra todas las candidatas que han sido coronadas como Miss Sucre, y por ende, que han participado en el Miss Venezuela. La primera reina de esta región fue Carmen Guilarte Jiménez , Miss Sucre 1952; Empero, esta chica se retiró del Miss Venezuela 1952 (Razones Desconocidas), por tanto, la primera participación del estado fue con Cristina Martínez Raffalli, Miss Sucre 1953.
Color Clave
- Ganador
- Finalistas
- Semi Finalistas

| 1952 | Carmen Guilarte Jiménez              | S/D         |              | Se Retiró de la Competencia   | Se Retiró de la Competencia  |             |             |
| 1953 | Cristina Martínez Raffalli           | S/D         |              |                               |                              |             |             |
| 1954 | No Compitió                          | No Compitió | No Compitió  | No Compitió                   | No Compitió                  | No Compitió | No Compitió |
| 1955 | Teresa Estrella Villaroel            | S/D         |              |                               |                              |             |             |
| 1956 | Celsa Drucila Pieri Pérez            | S/D         |              | 2º Lugar (1.ª Finalista)      |                              |             |             |
| 1957 | Luisa Vásquez Torres                 | S/D         |              | 4º Lugar (3.ª Finalista)      |                              |             |             |
| 1958 | Ida Margarita Pieri                  | 18          | Carúpano     | Miss Venezuela 1958           |                              |             |             |
| 1959 | No Compitió                          | No Compitió | No Compitió  | No Compitió                   | No Compitió                  | No Compitió | No Compitió |
| 1960 | Omaira Rodríguez                     | S/D         |              |                               |                              |             |             |
| 1961 | Migdalia Quijada Guillén             | S/D         |              |                               |                              |             |             |
| 1962 | No Compitió                          | No Compitió | No Compitió  | No Compitió                   | No Compitió                  | No Compitió | No Compitió |
| 1963 | No Compitió                          | No Compitió | No Compitió  | No Compitió                   | No Compitió                  | No Compitió | No Compitió |
| 1964 | No Compitió                          | No Compitió | No Compitió  | No Compitió                   | No Compitió                  | No Compitió | No Compitió |
| 1965 | No Compitió                          | No Compitió | No Compitió  | No Compitió                   | No Compitió                  | No Compitió | No Compitió |
| 1966 | Nelly Pérez Astudillo                | S/D         |              |                               | Mejor Sonrisa                |             |             |
| 1967 | Dorkys Yánez Arévalo                 | S/D         |              |                               |                              |             |             |
| 1968 | Helena Correa Badaracco              | S/D         |              |                               | Miss Bikini                  |             |             |
| 1969 | No Compitió                          | No Compitió | No Compitió  | No Compitió                   | No Compitió                  | No Compitió | No Compitió |
| 1970 | Ninin Ohep Carrillo                  | 21          |              |                               |                              |             |             |
| 1971 | No Compitió                          | No Compitió | No Compitió  | No Compitió                   | No Compitió                  | No Compitió | No Compitió |
| 1972 | Amalia del Carmen Heller Gómez       | 21          | Caracas      | 2º Lugar (1.ª Finalista)      |                              |             |             |
| 1973 | Damarys Ruiz (+)                     | 26          | Caracas      |                               |                              |             |             |
| 1974 | No Compitió                          | No Compitió | No Compitió  | No Compitió                   | No Compitió                  | No Compitió | No Compitió |
| 1975 | Marianella Torrealba Briceño         | S/D         |              |                               |                              |             |             |
| 1976 | No Compitió                          | No Compitió | No Compitió  | No Compitió                   | No Compitió                  | No Compitió | No Compitió |
| 1977 | No Compitió                          | No Compitió | No Compitió  | No Compitió                   | No Compitió                  | No Compitió | No Compitió |
| 1978 | Zaida Urimare Hurtado Croes          | 18          |              |                               |                              |             |             |
| 1979 | Diana Elizabeth Standford Rodríguez  | S/D         |              |                               |                              |             |             |
| 1980 | Kennedy Jacqueline Pettine Campagna  | S/D         |              |                               |                              |             |             |
| 1981 | Zulay de las Nieves Lorenzo Molina   | S/D         |              |                               |                              |             |             |
| 1982 | Diana Marutza Juda Perdomo           | 20          |              | 7º Lugar (6.ª Finalista)      |                              |             |             |
| 1983 | Ana Luisa Sayegh Hopkins             | 18          |              |                               |                              |             |             |
| 1984 | Carmen Morelia Chávez González       | S/D         |              |                               |                              |             |             |
| 1985 | Beatrix Montero Hafemann             | 21          |              |                               |                              |             |             |
| 1986 | Raquel Teresa Lares Rivero           | 19          |              | 7º Lugar (6.ª Finalista)      |                              |             |             |
| 1987 | Adriana Beatriz Faillace Peraza      | 19          |              |                               |                              |             |             |
| 1988 | Marlene Klara Herner                 | 22          |              |                               |                              |             |             |
| 1989 | María Daniela Marotta Sucre          | 24          |              |                               | Miss Fotogénica              |             |             |
| 1990 | Carime Marlene Bohórquez Awad        | 19          |              | 7º Lugar (2.ª Finalista)      |                              |             |             |
| 1991 | Yael Alexandra Bruzual Muñoz         | 19          |              | 7º Lugar (4.ª Finalista)      |                              |             |             |
| 1992 | Hevis Scarlet Ortiz Pacheco          | 18          | Caracas      |                               |                              |             |             |
| 1993 | Heliette Sturhahn Ochoa              | 22          |              |                               |                              |             |             |
| 1994 | Sandra Vidal Conde                   | 18          | Marigüitar   |                               |                              |             |             |
| 1995 | Raiza Sulhey Sarmiento Vielma        | 20          | Cumanacoa    |                               |                              |             |             |
| 1996 | Cibel Marrero Díaz                   | 19          | Carúpano     |                               |                              |             |             |
| 1997 | Ysabel Margarita Sanabria Marcano    | 21          | Valencia     |                               |                              |             |             |
| 1998 | Damarys Thaís Ojeda Bracoviche       | 18          | Caracas      |                               |                              |             |             |
| 1999 | Siudy Jannett Mijares Nieto          | 19          | Caracas      |                               |                              |             |             |
| 2000 | Reyna Fabiola Borges Noguera         | 19          | Valencia     |                               |                              |             |             |
| 2001 | Ana Valentina Montero Lugano         | 19          | Caracas      |                               |                              |             |             |
| 2002 | María Carolina Casado Chópite        | 18          | Cumaná       |                               |                              |             |             |
| 2003 | Pamela Fátima Djalil Salazar         | 19          | Cumaná       | Top 20                        | Mejor Cabello                |             |             |
| 2004 | Julene Isabel Recao Larrea           | 23          | Caracas      | Top 10                        |                              |             |             |
| 2005 | Jictzad Nakarhyt Viña Carreño        | 22          | Carúpano     | Miss Venezuela 2005           |                              |             |             |
| 2006 | Vanessa Jacqueline Gómez Peretti     | 20          | Cumaná       | 3º Lugar (Miss Internacional) | Miss Personalidad            |             |             |
| 2007 | Andrea Valentina Matthies Bornhost   | 19          | Caracas      | Top 10                        | Miss Sonrisa Colgate         |             |             |
| 2008 | Natasha Alexandra Domínguez Boscán   | 18          | Caracas      | 4º Lugar (1.ª Finalista)      | Fotogénica, Integral y Bllza |             |             |
| 2009 | Daniela Del Carmen Morales Verde     | 21          | Cumaná       |                               |                              |             |             |
| 2010 | Adriana Cristina Kuper Osorio        | 21          | Maracay      |                               |                              |             |             |
| 2011 | Irene Sofía Esser Quintero           | 20          | Río Caribe   | Miss Venezuela 2011           | Miss Elegancia               |             |             |
| 2012 | Ingrid Karina Smith Quijada          | 25          | Caracas      |                               |                              |             |             |
| 2013 | Roxana Del Valle Marruffo Bolívar    | 20          | Cumaná       | Top 10                        | Miss Simpatía                |             |             |
| 2014 | Yraima Victoria Rojas Serradas       | 19          | Porlamar     |                               |                              |             |             |
| 2015 | Maydeliana Liyimar Díaz Parada       | 18          | Maracay      | Top 10                        |                              |             |             |
| 2016 | Claribeth Victoria González González | 19          | Cumaná       | Top 10                        |                              |             |             |
| 2017 | Jesudelvys Zharat Bruzual Acuña      | 24          | Cumaná       |                               | Miss Talento                 |             |             |
| 2018 | Fátima Annabella Alsamarrai Noguera  | 20          | Caracas      |                               | Miss Magia y Fantasía        |             |             |
| 2019 | Inés Carolina Simancas Vargas        | 20          | Caracas      |                               | Miss Gema Preciosa           |             |             |
| 2020 | Dennifer Michelle Suárez Anzola      | 24          | Barquisimeto |                               |                              |             |             |
| 2021 | No Compitió                          | No Compitió | No Compitió  | No Compitió                   | No Compitió                  | No Compitió | No Compitió |
| 2022 | Katiuska Nazareth Andrade Rivero     | 23          | Guanta       |                               |                              |             |             |
| 2023 | Anakristina Rivero Quero             | 24          | Valencia     | Top 10                        |                              |             |             |
| 2024 | Marian Gabriela Villegas González    | 23          | Güiria       | Top 10                        | Popularidad y Pelo Lindo     |             |             |

## Miss Península de Araya
A pesar de que ya existía una banda de Miss Sucre, algunas candidatas portaron la Banda de Miss Península de Araya (Región que recorre al Municipio Cruz Salmerón Acosta, propio de la entidad Sucrense); No obstante en la actualidad este territorio no participa de manera independiente. A continuación el listado de las Miss Península de Araya, las cuales compitieron entre 2003 y 2008.
Color Clave
- Ganador
- Finalistas
- Semi Finalistas

| 2003 | María Eugenia Hernández Ereu | 22          | Maracay     | Top 20      |             |             |             |
| 2004 | No Compitió                  | No Compitió | No Compitió | No Compitió | No Compitió | No Compitió | No Compitió |
| 2005 | No Compitió                  | No Compitió | No Compitió | No Compitió | No Compitió | No Compitió | No Compitió |
| 2006 | No Compitió                  | No Compitió | No Compitió | No Compitió | No Compitió | No Compitió | No Compitió |
| 2007 | No Compitió                  | No Compitió | No Compitió | No Compitió | No Compitió | No Compitió | No Compitió |
| 2008 | Charyl Marlyz Chacón Ramírez | 23          | Maracay     |             |             |             |             |